# ヨーゼフ・スチューベン
ヘルマン・ヨーゼフ・スチューベン（Hermann Josef Stübben、1845年-1936年）は、ドイツの都市計画家。ケルンやアーヘンの都市計画で著名。そのほかにデュッセルドルフ、ドルトムント、ブロムブルクなどのドイツとルクセンブルクなど、海外で都市計画に従事。
アーヘンには1876年から1881年の間に行政官として都市計画と建築行政にかかわっている。また、1875年における研究では、当時のプロイセン建築線と街路線法規の限界を超えて所有されている現状から、自著において都市拡張を取り上げて、市街地の拡張計画と街区計画において建築の条例規制と土地区画整理手法、公共の土地利用における介入を示している。1904年から1920年まで、ベルリンの建設総監をつとめる。